# Euphorbia nivulia
Euphorbia nivulia är en törelväxtart som beskrevs av Buch.-ham.. Euphorbia nivulia ingår i släktet törlar, och familjen törelväxter. Inga underarter finns listade i Catalogue of Life.

## Bildgalleri

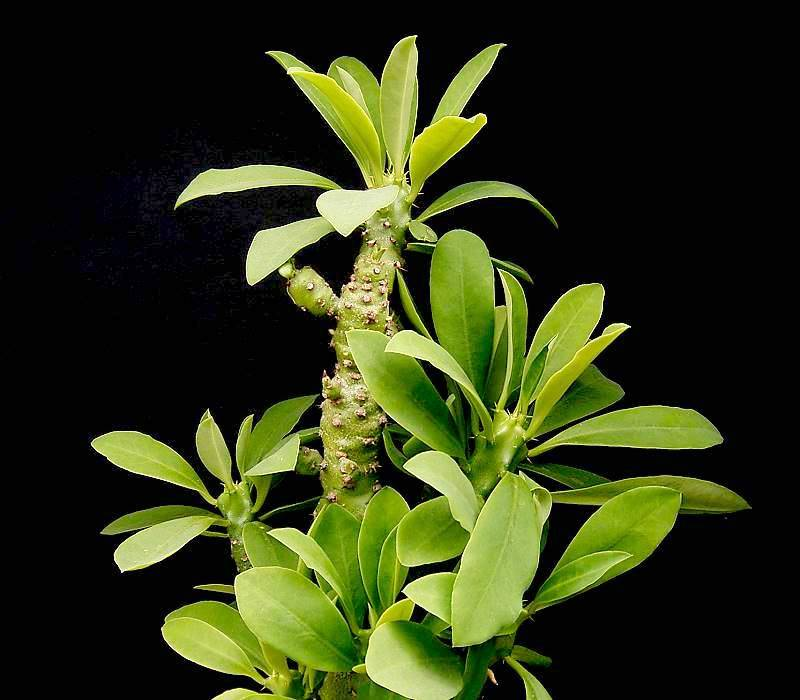